# Сарук Аль-Хадід
Сарук аль-Хадід — археологічна пам'ятка в Об'єднаних Арабських Еміратах, у еміраті Дубай, розташована в пустелі Руб-ель-Халі, приблизно за 70 кілометрів від міста Дубай.

## Археологічні дослідження
Дослідження археологічної пам'ятки Сарук аль-Хадід ведеться з 2002 року під егідою муніципалітету Дубая. Протягом багатьох років тут працювало кілька іноземних експедицій, зокрема з Університету Нової Англії (Австралія), Археологічного інституту Санісера (Іспанія), компанії Thomas Urban and Partners (Німеччина) та Центру середземноморської археології Варшавського університету (з 2016 року) [1].
Ділянка розташована в місцевості, вкритій піщаними дюнами, в деяких місцях шар піску, що покриває пам'ятки, сягає 6 метрів [ 3 ] . Протягом кількох тисячоліть його багато разів покидали та сезонно заселяли. Шари використання розрізняються від періоду Умм ан-Нар (2000 р. до н. е. – 1600 р. до н. е.) до доісламського періоду (близько 800–300 рр. н. е.). У періоди Умм ан-Нар та Ваді-Сук це було пасторальне поселення, населене кочівниками [ 4 ] . У залізну добу це місце функціонувало як металургійний та торговий центр, де виплавка міді відбувалася тут у великих масштабах [ 1 ] . Пік цієї активності припадає на період II залізного віку (1100–600 рр. до н. е.). На площі понад 1 км² було знайдено тисячі артефактів, переважно предмети з міді та її сплавів, золота та заліза, а також керамічні та кам'яні посудини, намистини з напівкоштовного каміння, а також величезну кількість шлаку та інших постіндустріальних відходів. Деякі керамічні посудини та мідні предмети були прикрашені зображеннями змій [ 3 ] . Ймовірно, металургійна діяльність супроводжувалася ритуальними практиками в ранні періоди залізної доби, в яких центральну роль відігравали зображення змій, які часто знаходили біля вогнищ [ 1 ] .